# Antoine Spire
Antoine Spire (Párizs, 1946. március 31. –) francia újságíró.
Antoine Spire a HEC Paris-n végzett.
A Nemzeti Rákkutató Intézet (Institut national du cancer) Humán Tudományok Kutatási Osztályának igazgatója volt.
Emellett országos konferenciák és kulturális találkozók szervezője és koordinátora. Szerkesztői tanácsadója a Le Monde és a Le Monde de l'éducation című újságoknak, újságíró a La Vie-nél, és együttműködik a szövetség számos kiadványával.
Könyvszerzőként számos népszerű műben is részt vett, olyan értelmiségiekkel együttműködve, mint Pierre Bourdieu, Jacques Derrida, George Steiner és Edgar Morin.